# IJzerwake

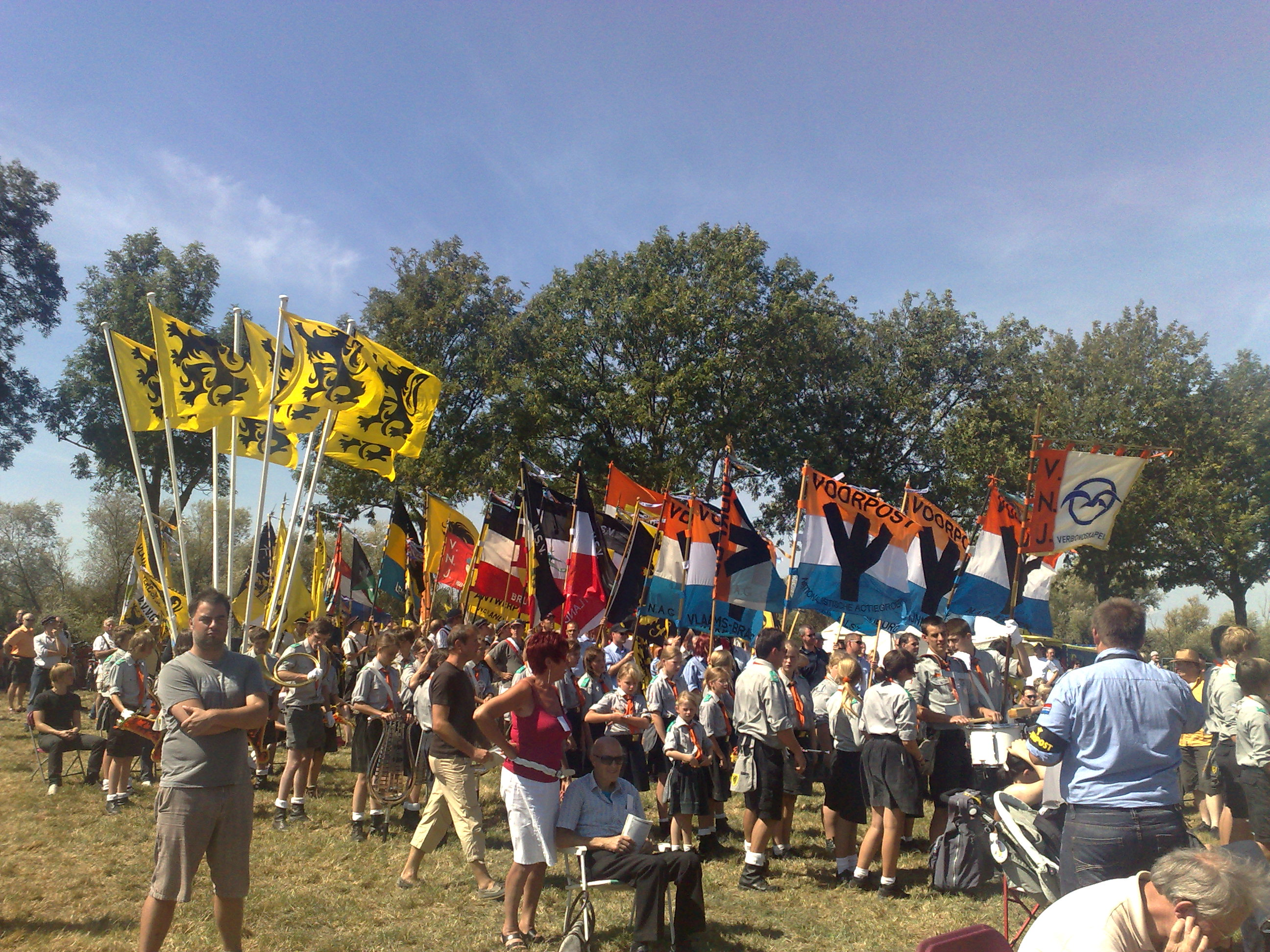
Vlaggenparade op de IJzerwake 2009

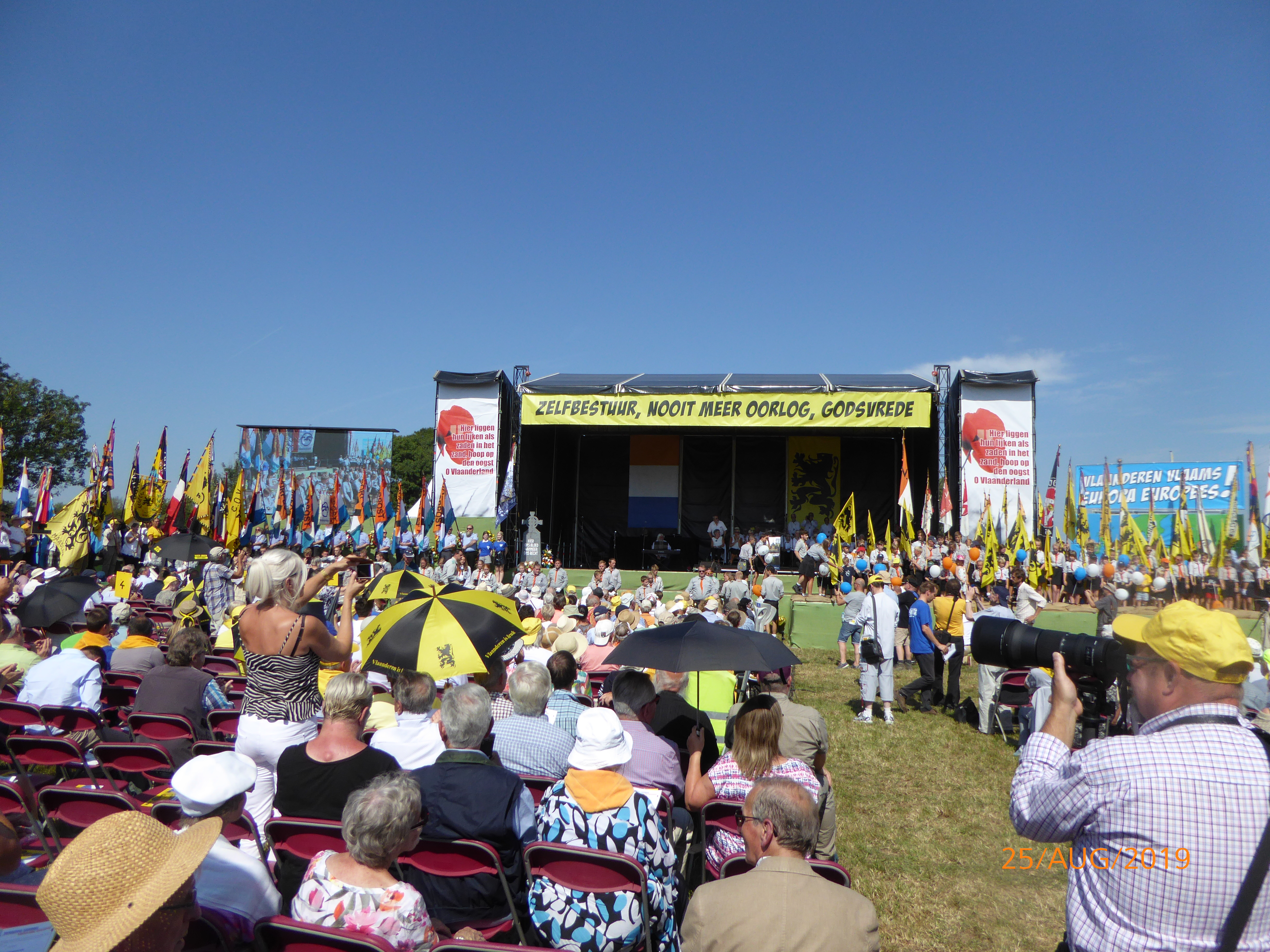
IJzerwake 2019

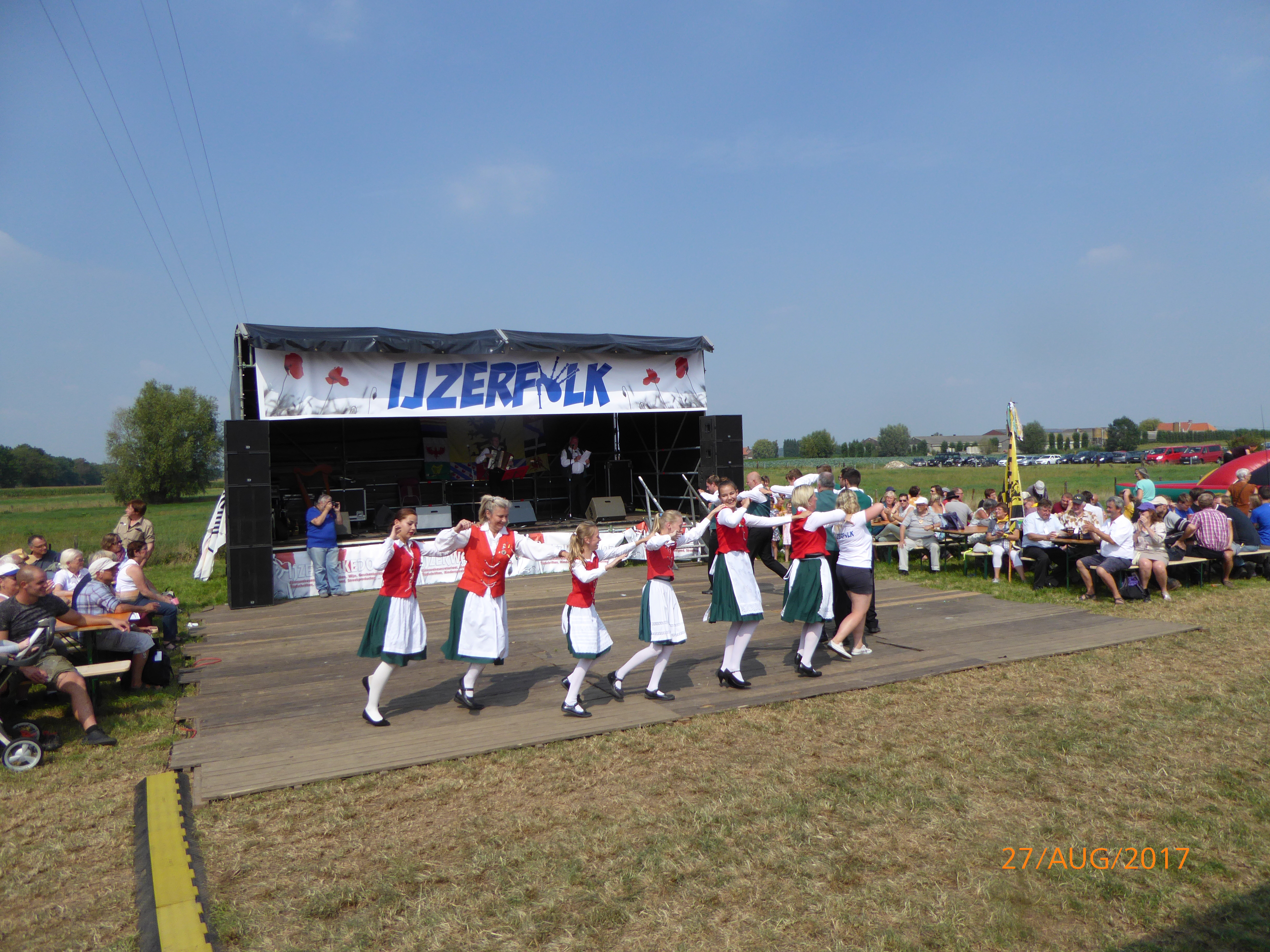
IJzerfolk op IJzerwake 2017

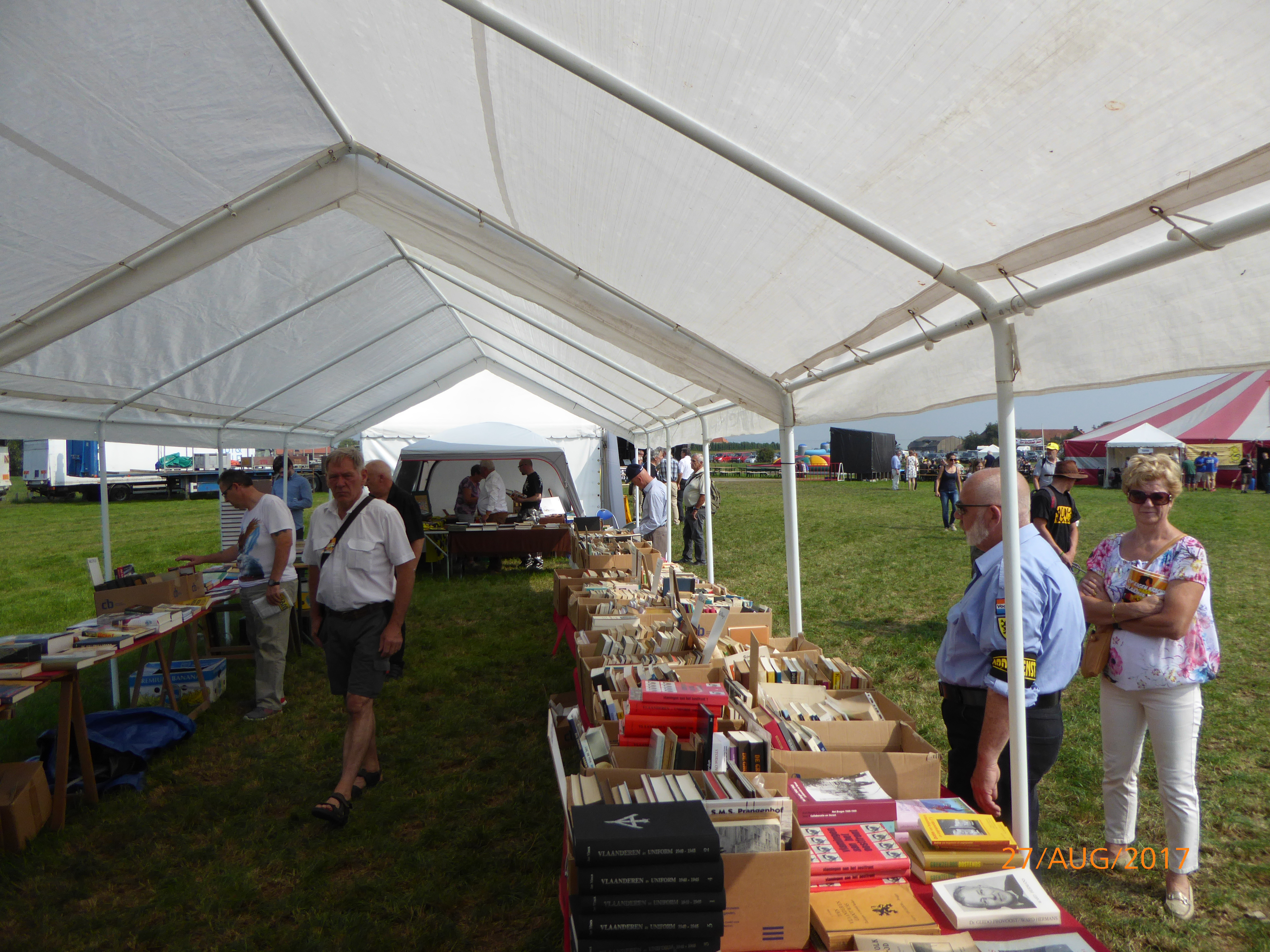
Boekenstands

De IJzerwake is een jaarlijkse nationalistische manifestatie eind augustus aan het monument voor de gebroeders Van Raemdonck te Steenstrate die is ontstaan als Vlaams-radicale afscheuring van de gematigde IJzerbedevaart in Diksmuide.

## Voorgeschiedenis
In de jaren 80 groeide bij de radicale vleugel van de Vlaamse Beweging verzet tegen het IJzerbedevaartcomité onder het voorzitterschap van Paul Daels en vooral Lionel Vandenberghe. De oorspronkelijke boodschap van Nooit meer oorlog, Zelfbestuur en Godsvrede werd hertaald in Vrede, Vrijheid en Verdraagzaamheid, wat kwaad bloed zette bij sommigen. Deze radicalen vonden dat Vlaams-nationale thema's te veel op de achtergrond bleven. Ook vanuit kringen rond het Vlaams Blok werd verdraagzaamheid als nauwelijks verholen kritiek in hun richting beschouwd.
Protestgroepen werden opgericht waaronder de Werkgroep Radicalisering IJzerbedevaart en het IJzerbedevaardersforum om de IJzerbedevaart bij te sturen, maar deze groeperingen kregen weinig grip op het comité. Op 27 augustus 1995 organiseerde het Vlaams Nationaal Jeugdverbond de eerste IJzerwake getiteld “Trouw aan het IJzertestament”.
Na zijn voorzitterschap sloot Lionel Vandenberghe zich in 2002 aan bij Spirit, de Vlaamse links-liberalen die een kartel sloten met de sp.a. Hierdoor verslechterden de relaties tussen de radicale en gematigde krachten binnen de Vlaamse Beweging. Het IJzerbedevaartcomité organiseerde vanaf 2003 het cultureel festival Ten Vrede onder de IJzertoren op de dodenweide van Diksmuide. Dit werd door sommigen gezien als grafschennis, waarna stemmen opgingen om een alternatieve bedevaart op gang te brengen.
De organisatie kwam in handen van IJzerwake vzw, een vereniging die sterk aanleunde bij het Vlaams Blok, temeer daar zowel penningmeester Luk Dieudonné, logistiek medewerker Luc Vermeulen en webmaster Hans Verreyt in loondienst waren van het Vlaams Blok. Het Antwerps N-VA-gemeenteraadslid Luk Lemmens trad op 20 augustus 2003 toe tot het IJzerwake-bestuur. Haar werking steunde vooral op radicale nationalistische organisaties zoals Were Di, Voorpost, het Vlaams Nationaal Jeugdverbond en de Nationalistische Studentenvereniging.

## IJzerwakes
Op 24 augustus 2003 werd een eerste alternatieve bedevaart gehouden in Steenstrate bij het monument van de gebroeders Van Raemdonck. De IJzerwake werd georganiseerd op de voorlaatste zondag van augustus (en dus op een aparte dag, een week voor de IJzerbedevaart). In 2012 werd de laatste zondag van augustus gekozen waardoor de IJzerwake samenviel met de IJzerbedevaart, waarna deze laatste vanaf 2013 plaats vond op 11 november.
Sinds de editie van 2005 groeide de steun van de brede Vlaamse Beweging voor de IJzerwake. In 2005 was er een redevoering van Hugo Portier, de voormalige voorzitter van het Algemeen Nederlands Zangverbond (ANZ). In 2006 hield de gewezen ondervoorzitter van de N-VA Eric Defoort een toespraak over het thema godsvrede. Dat jaar trok de IJzerwake voor het eerst meer bezoekers dan de IJzerbedevaart. Bij de editie van 2008 waren er 5200 bezoekers tegenover 2000 voor de IJzerbedevaart. De editie van 2009 overtrof het voorgaande jaar met 6000 bezoekers die werden toegesproken door onder meer Frans Crols, directeur van het ondernemersweekblad Trends. Het voorzitterschap kwam in handen van Wim De Wit (N-VA). In 2010 werd de gastrede gehouden door prof. Matthias Storme (N-VA). Er is ook telkens plaats voor optredens van Europese minderheidsgroepen zoals steunbetuigingen uit Catalonië, Schotland en Zuid-Afrika.
In 2022 planden de organisatoren een tweedaags evenement, met op de vooravond van de klassieke IJzerwake een rechts-nationalistisch muziekfestival om een jonger publiek aan te spreken. De aangekondigde 'Frontnacht' lokte een golf van verontwaardiging en protest uit, waarna het stadsbestuur van Ieper de eerder geleverde vergunning voor Frontnacht op 16 augustus introk en het festival werd geannuleerd.
| Editie | Datum            | Thema                                        | Opmerking                                       |
| ------ | ---------------- | -------------------------------------------- | ----------------------------------------------- |
| 1      | 27 augustus 1995 | Trouw aan het IJzertestament                 | door het Vlaams Nationaal Jeugdverbond          |
| 2      | 24 augustus 2003 | IJzerwake                                    |                                                 |
| 3      | 22 augustus 2004 | Vlaanderen in Europa, vrij en onafhankelijk! |                                                 |
| 4      | 21 augustus 2005 | Vlaanderen onafhankelijk!                    |                                                 |
| 5      | 20 augustus 2006 | Godsvrede hefboom naar onafhankelijkheid     |                                                 |
| 6      | 19 augustus 2007 | Vlaanderen: laat de rand niet los!           |                                                 |
| 7      | 24 augustus 2008 | Nu: Durven met Vlaanderen!                   |                                                 |
| 8      | 23 augustus 2009 | Welvaart en welzijn door onafhankelijkheid   |                                                 |
| 9      | 22 augustus 2010 | Vrij Vlaanderen in Ons Europa                |                                                 |
| 10     | 21 augustus 2011 | Vlaanderen Staat                             |                                                 |
| 11     | 26 augustus 2012 | Omver en erover                              |                                                 |
| 12     | 25 augustus 2013 | JA! Vlaanderen, Schotland, Catalonië         |                                                 |
| 13     | 24 augustus 2014 | Vlamingen, gedenk de slag der Gulden Sporen  |                                                 |
| 14     | 30 augustus 2015 | Dodendraad door een gebroken staat           |                                                 |
| 15     | 28 augustus 2016 | De maskers af                                |                                                 |
| 16     | 27 augustus 2017 | Op eigen kracht naar Vlaamse macht           |                                                 |
| 17     | 26 augustus 2018 | Volk, wordt Staat!                           |                                                 |
| 18     | 25 augustus 2019 | Vlaanderen Vlaams, Europa Europees!          |                                                 |
| 19     |                  |                                              | niets plaatsgevonden                            |
| 20     | 29 augustus 2021 | Vlaanderen vrij!                             |                                                 |
| 21     | 28 augustus 2022 | Ons volk, ons recht                          | op zaterdag afgelaste muziekfestival Frontnacht |
| 22     | 27 augustus 2023 |                                              | op zaterdag cantus Kameraadschapsavond          |